# N'Gouamou Fabara Koné
Pour les articles homonymes, voir Kone.
N'Gouamou Fabara Koné, est un journaliste, écrivain et homme politique guinéen,.
Depuis le 22 janvier 2022, il est nommé conseiller au sein du Conseil national de la transition guinéen en tant que représentant des organisations culturelles,.

## Films
- 2012 : Conakry Control[5],[6].